# 23-тя піхотна дивізія (Третій Рейх)
23-тя піхотна дивізія (Третій Рейх) (нім. 23. Infanterie-Division) — піхотна дивізія Вермахту на початку Другої світової війни.

## Історія
23-тя піхотна дивізія сформована 15 жовтня 1935 року в ході 1-ї хвилі мобілізації Вермахту в 3-му військовому окрузі (нім. Wehrkreis III) (Потсдам).

## Райони бойових дій
- Польща (вересень 1939 — травень 1940);
- Франція (травень 1940 — червень 1941);
- Східний фронт (центральний напрямок) (червень 1941 — липень 1942);
- Німеччина (листопад 1942 — січень 1943);
- Східний фронт (північний напрямок) (січень — жовтень 1943);
- Східний фронт (центральний напрямок) (жовтень 1943 — лютий 1944);
- Східний фронт (північний напрямок) (лютий 1944 — січень 1945);
- Німеччина (Східна Пруссія) (січень — травень 1945).

## Командування

### Командири
1-ше формування
- генерал-лейтенант Ернст Буш (нім. Ernst Busch) (15 жовтня 1935 — 4 лютого 1938);
- генерал від інфантерії Вальтер фон Брокдорфф-Алефельдт (нім. Walter Graf von Brockdorff-Ahlefeldt) (4 лютого 1938 — 1 червня 1940);
- генерал-лейтенант Гайнц Гельміх (нім. Heinz Hellmich) (1 червня 1940 — 17 січня 1942);
- генерал-лейтенант Курт Бадінскі (нім. Kurt Badinski) (17 січня — 15 листопада 1942);

2-ге формування
- генерал-майор Фрідріх фон Шельвіц (нім. Friedrich von Schellwitz) (15 листопада 1942 — серпень 1943);
- генерал артилерії Горст фон Меллентін (нім. Horst von Mellenthin) (серпень — 1 вересня 1943);
- генерал-лейтенант Пауль Гурран (нім. Paul Gurran) (1 вересня 1943 — 22 лютого 1944);
- генерал-лейтенант Вальтер Шаль де Больє (нім. Walter Chales de Beaulieu) (22 лютого — 1 серпня 1944);
- генерал-лейтенант Ганс Шірмер (нім. Hans Schirmer) (1 серпня 1944 — 8 травня 1945).